# Sobá

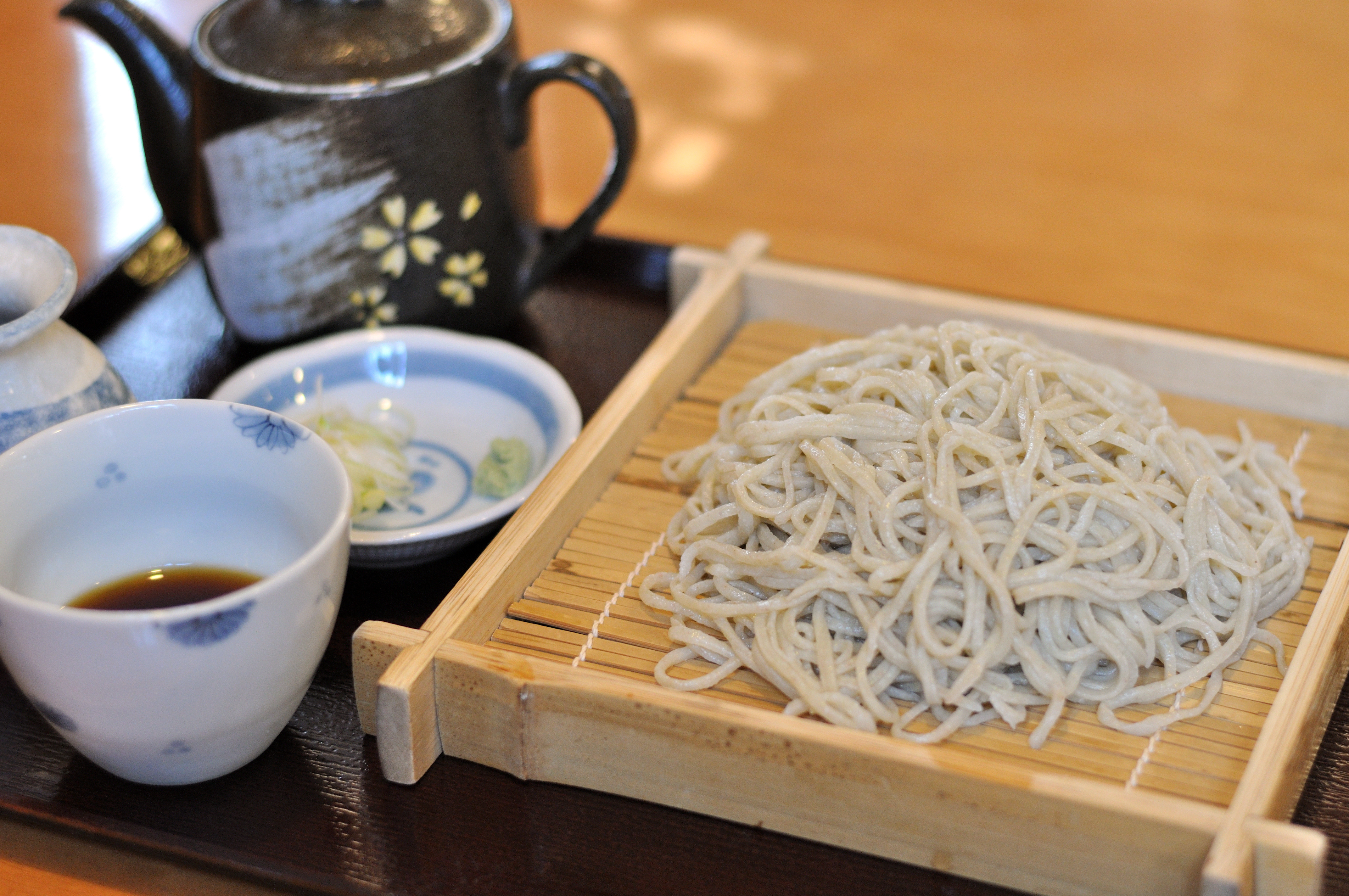
Zaru soba.

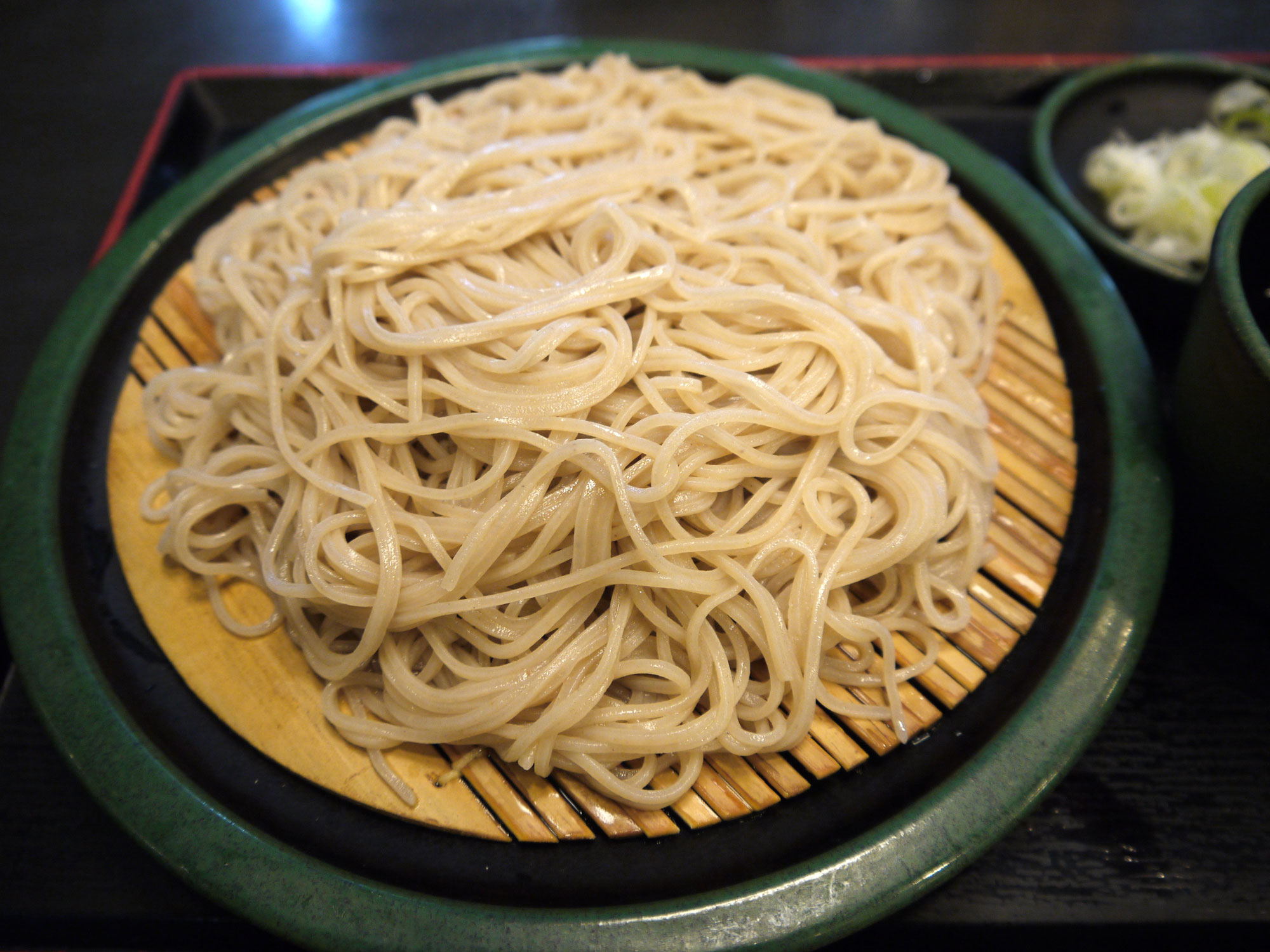

Soba (そば ou 蕎麦) é um tipo de massa alimentícia japonês feita à base de farinha de trigo sarraceno, podendo-se misturar ou não outros ingredientes à massa. A palavra soba significa trigo sarraceno na língua japonesa, porém também é utilizada como denominação genérica para massa alimentícia oriental em geral (Ex.: Okinawa soba, chūka-soba, yakisoba), excetos udon e somen.

## Pratos típicos de soba

### Pratos quentes
Os pratos quentes de soba são servidos com massa dentro de uma sopa quente, geralmente feito à base de caldo de peixe, shoyu, açúcar e mirin. Dependendo do acompanhamento (denominado gu em japonês) colocado sobre a massa, a denominação do prato muda, sendo os mais populares:

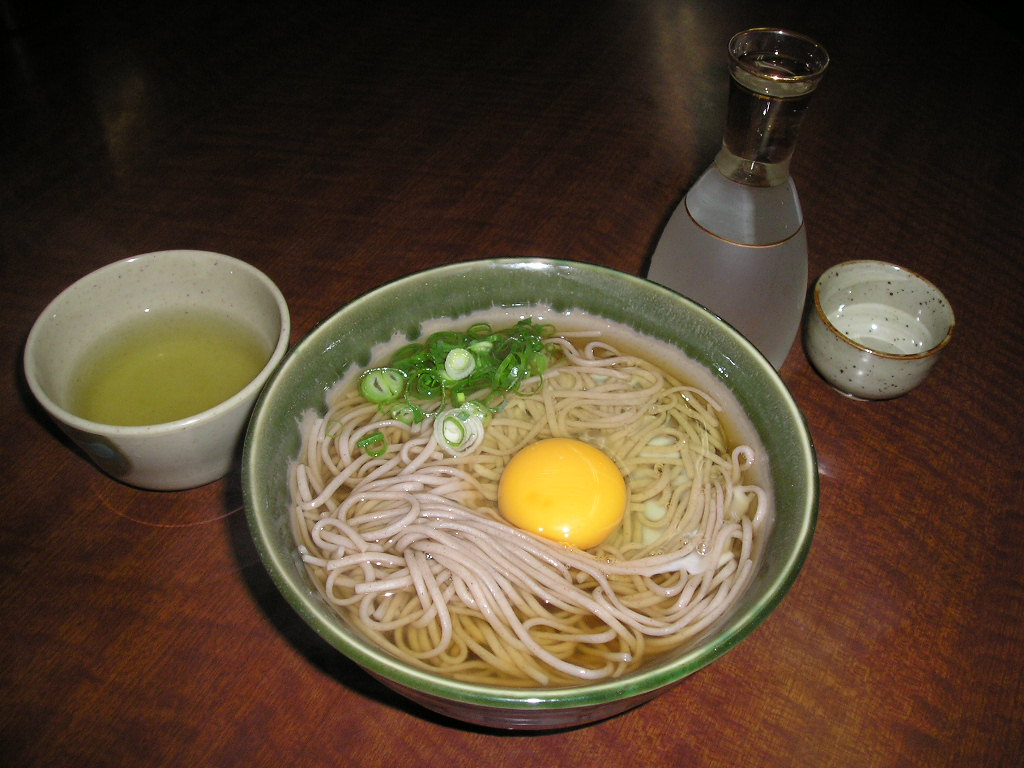
Tsukimi soba

- Kake soba: soba simples sem acompanhamento.
- Tenpura soba: soba com tempura.
- Kitsune soba (soba da raposa): soba com abura-age (tofu frito).
- Tanuki soba (soba do tanuki): soba com tenkasu (migalhas de tempura).
- Tsukimi soba (soba de tsukimi): soba com ovo.
- Karē nanban: soba ao caldo de karē.
- Kamo nanban: soba com carne de pato.

### Pratos frios

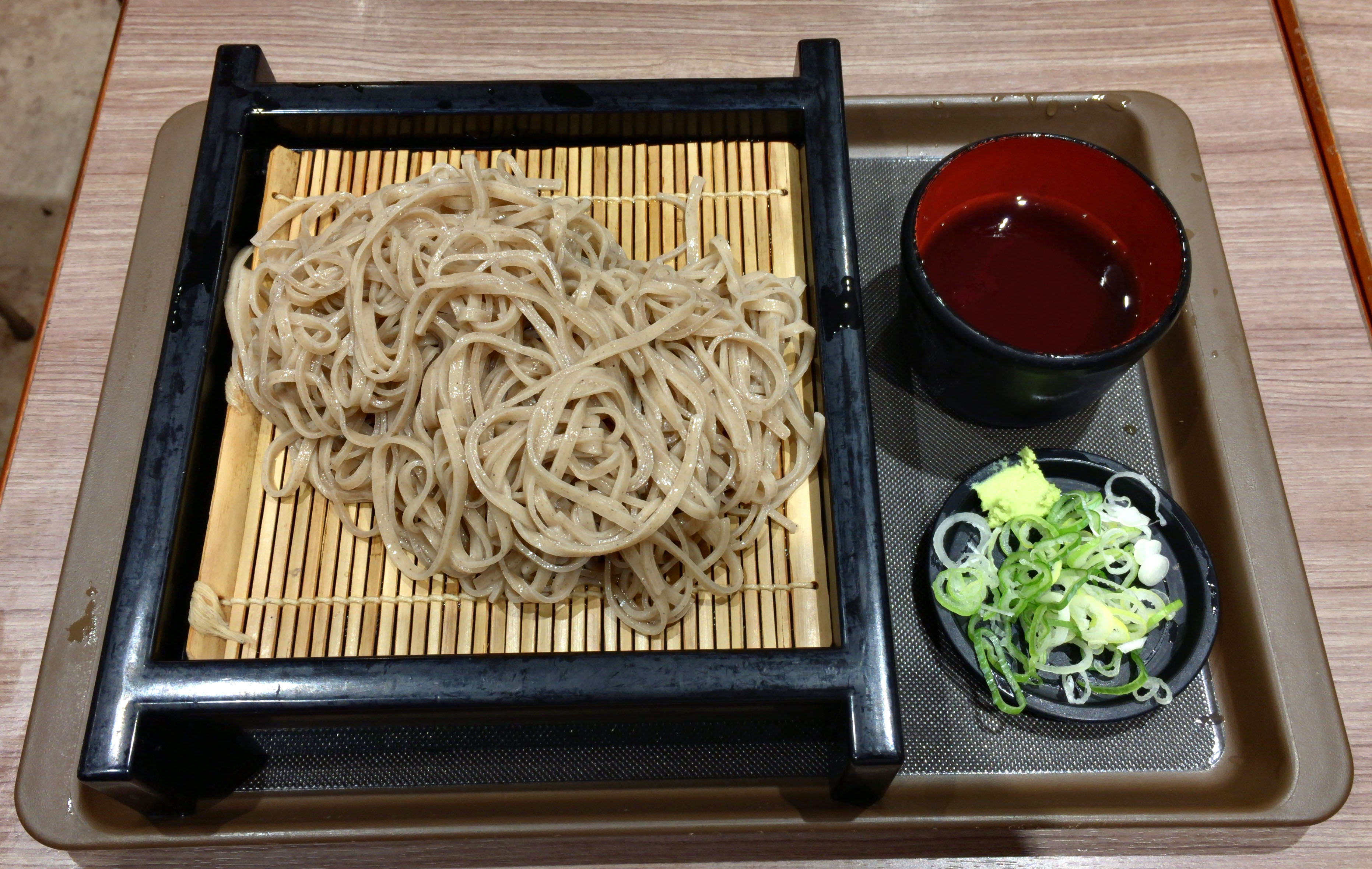
Mori soba

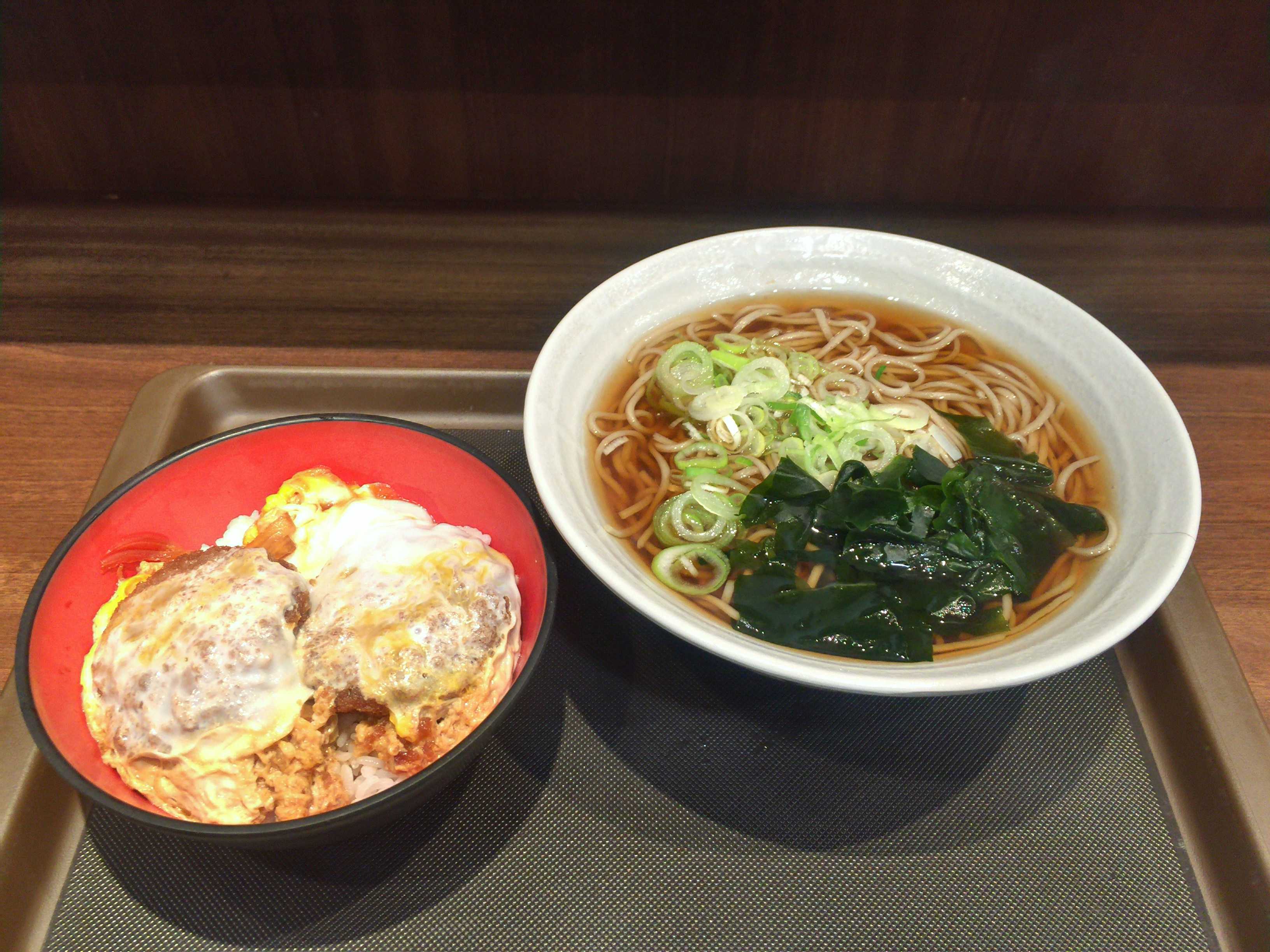
Katsudon and Soba

Os pratos frios de soba podem ser servidos com a massa fria e o molho próprio (tsuyu) separadamente ou com o molho já sobre a massa.
- Zaru soba ou Mori Soba: soba servido com a massa fria e o molho em tigelas separadas. É saboreada mergulhando-se no molho somente a porção de massa que vai ser levada a boca.
- Ten zaru: é um zaru soba acompanhado de tempura servido em um prato a parte.
- Bukkake soba: soba frio servido já com o caldo sobre a massa. Pode ter acompanhamentos sobre a massa.
- Tororo: prato de acompanhamento feito com inhame cru ralado

## Ingredientes
O soba é feito basicamente de trigo sarraceno, mas pode conter outros ingredientes. Os sobas mais comuns são:
- Ni-Hachi soba (soba 2 por 8): soba feito com 20% de farinha de trigo e 80% de farinha de trigo sarraceno.
- Towari soba (soba 100%): soba feito com 100% de farinha de trigo sarraceno.
- Cha soba: soba com matcha (pó de chá verde) misturada à massa.
- Hegi soba: soba com algas misturadas à massa.

### Soba sem trigo sarraceno

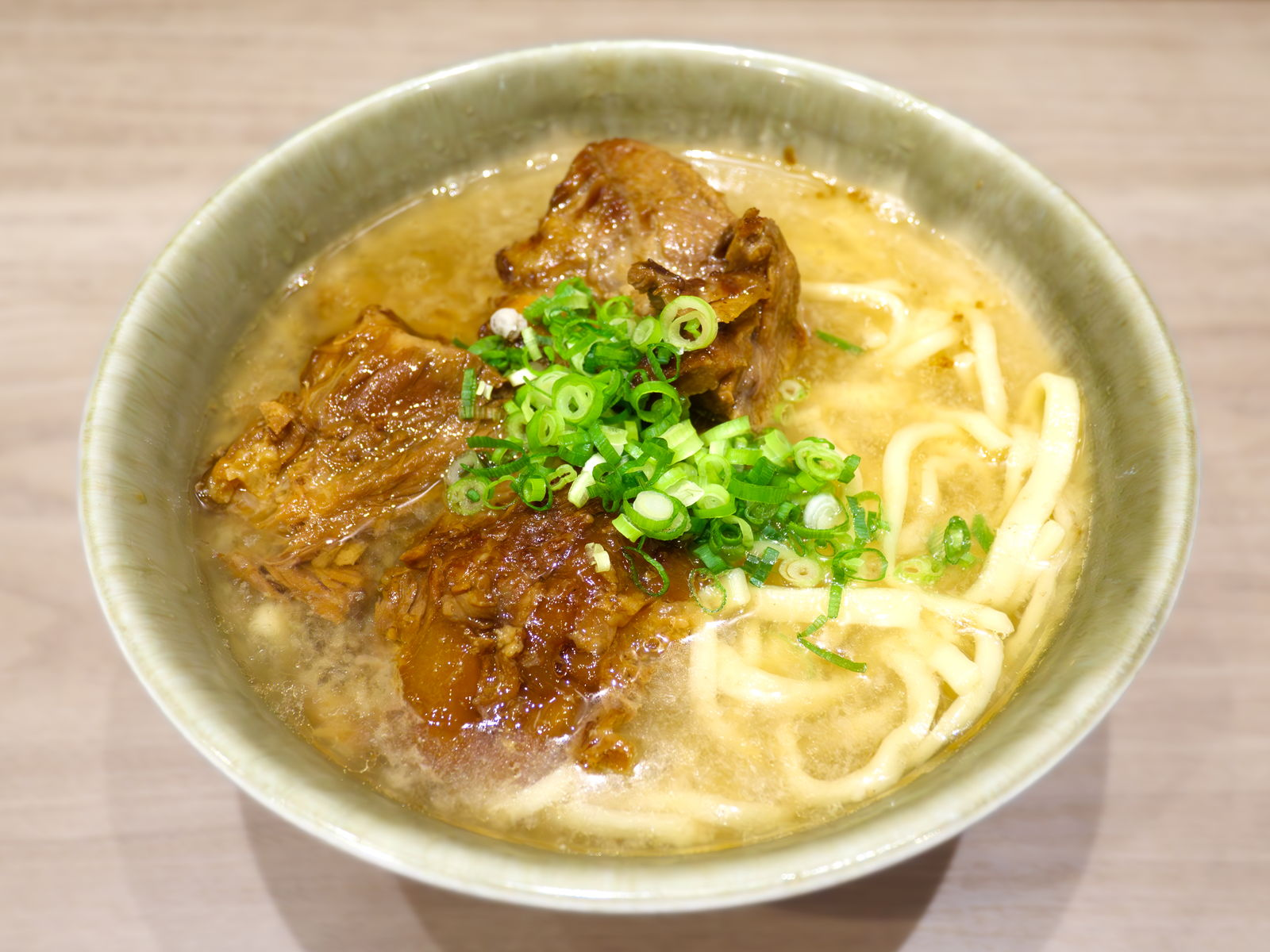
Okinawa soba

- Okinawa soba (soba da província de Okinawa): massa, feita à base de farinha de trigo; mergulhado em uma sopa, feita à base de caldos de porco, peixe e alga temperados com sal e shoyu; e acompanhado de carne de porco, kamaboko (massa de peixe), cebolinha e beni-shoga (gengibre curtido).
- Yakisoba (soba refogado na chapa): massa, feita à base de farinha de trigo; refogado junto com verduras, legumes e carnes ou frutos do mar; e temperado geralmente com molho próprio.
- Chūka-Soba (soba no estilo chinês): massa amarelada feito à base de farinha de trigo, utilizado em lámens.

## Soba no Japão
O soba é um prato bastante popular em todo o Japão, sendo consumido em casa e servido em restaurantes.
Em lojas de alimentos do Japão, o soba é vendido na forma de massa seca, fresca, cozida ou macarrão instantâneo; e a sua sopa ou o molho também podem ser encontrados com facilidade, tanto prontos como instantâneos.
O restaurante especializado em servir soba é conhecido como soba-ya. Eles podem ser restaurantes finos, servindo sobas refinados, ou podem ser restaurantes populares ou até mesmo fast-food. O soba-ya popular, ou de uma rede de fast-food, geralmente se localiza próximo ou dentro de uma estação ferroviária. Nestes locais o soba é comumente consumido como desjejum pelos fregueses, enquanto estes aguardam o trem. Muitos destes restaurantes não oferecem assentos , mas servem rapidamente o soba, sendo uma forma de refeição rápida.

### Soba em ocasiões especiais
No Japão, há uma tradição de jantar soba na virada do ano, chamando-o de toshikoshi-soba (soba da passagem do ano).
Os japoneses também têm o costume de servir soba aos novos vizinhos, quando mudam de endereço, chamando-o de hikkoshi-soba (soba da mudança de endereço).

## Soba no Brasil

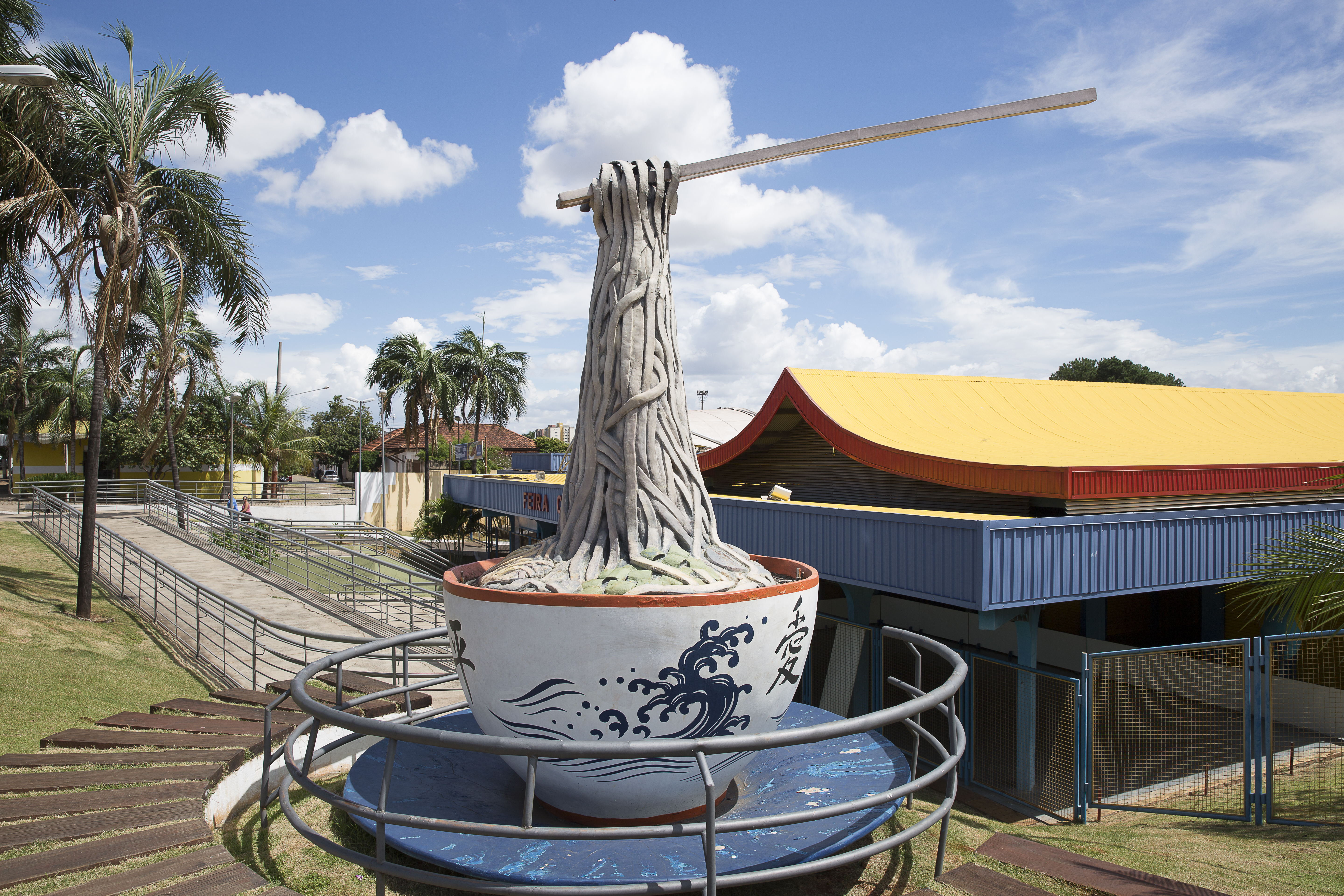
Monumento ao Sobá - Feira Central de Campo Grande

No Brasil, [carece de fontes?], para onde foi levado pelos imigrantes originários da ilha japonesa de Okinawa, [carece de fontes?]. Atualmente está presente em outras cidades, mas é em Campo Grande onde mais se encontram esses restaurantes. Em Campo Grande, o sobá de Okinawa  sofreu adaptações a partir da receita original do "Okinawa Sobá" e adquiriu o status de bem cultural de natureza imaterial, por meio do decreto municipal n° 9.685, de 18 de julho de 2006 e foi tombado pelo Iphan (Instituto do Patrimônio Histórico e Artístico Nacional). O prato passou a ser oferecido também na Feira Central — primeiro, reservadamente aos okinawanos e seus descendentes, depois, a todos que se interessassem — e acabou se tornando uma iguaria típica e tradicional da cidade, virando atrativo cultural através do “festival do sobá”, onde uma vez por ano se tem uma festa dedicada exclusivamente para saborear o sobá e assim perdendo a ligação com a passagem do ano, pois é saboreada em qualquer época do ano tanto no frio quanto no calor. Existem dezenas dessas casas de massas que servem, além do sobá, espetinhos de carne bovina, yakimeshi, yakisoba e outros pratos orientais. A cidade de Itariri, no Estado de São Paulo, também é conhecida por servir o prato. Na cidade anualmente acontece a "Festa do Sobá" onde pessoas de toda a região visitam o local para saborear o prato.